# Andrea Cassulo
Andrea Cassulo (n. 30 noiembrie 1869, Castelletto d'Orba, Piemont, Italia – d. 9 ianuarie 1952, Istanbul, Turcia) a fost un arhiepiscop al Bisericii Romano-Catolice și reprezentant al Sfântului Scaun în Egipt, Canada, România și Turcia din 1921 până în 1952. A fost o figură importantă a rezistenței catolice împotriva nazismului, iar pentru eforturile sale de a-i proteja pe evrei în timpul Holocaustului Nazist a primit titlul de drept între popoare din partea institutului Yad Vashem, instituția oficială a statului Israel pentru păstrarea memoriei victimelor Holocaustului.

## Biografie

### Începutul carierei
S-a născut în Castelletto d'Orba în 1869 și a fost ordonat preot pe 23 decembrie 1893, la Florența, de către Alfonso Maria Mistrangelo, episcop de Pontremoli. În 15 aprilie 1914 a fost numit episcop de Fabriano e Matelica și a fost consacrat ca episcop la 24 mai 1914 de către Alfonso Maria Mistrangelo, arhiepiscop de Florența, asistat de Emilio Maria Miniati, arhiepiscop titular de Stauropolis și episcop emerit de Massa Carrara, și de Massimiliano Novelli, episcop de Colle di Val d’Elsa.

### Primele activități diplomatice
În 24 ianuarie 1921 a fost numit arhiepiscop titular de Leontopolis în Augustamnica și delegat apostolic în Egipt, îndeplinind această misiune până în 1927. Cassulo a fost trimis pe 7 mai 1927 ca delegat apostolic în Canada, unde a rămas până în 1936.

### Nunțiu apostolic în România
Cassulo a fost numit pe 14 iunie 1936 ca nunțiu apostolic în România, îndeplinind această misiune o lungă perioadă, inclusiv în perioada celui de-al Doilea Război Mondial. În timp ce țara nu a fost niciodată ocupată de Germania Nazistă, regimul mareșalului Ion Antonescu a fost aliat cu Axa Berlin-Roma-Tokyo și a participat la Holocaustul Nazist.
În România a consacrat doi episcopi: pe Áron Márton (1939) și pe Marcu Glaser (1943).

#### Eforturi pentru protejarea evreilor
Pentru eforturile sale de a-i proteja pe evreii români, Cassulo a primit titlul de drept între popoare din partea institutului Yad Vashem, instituția oficială a statului Israel pentru păstrarea memoriei victimelor Holocaustului. Alexandru Șafran, șef-rabinul comunității evreiești din România, a lăudat în 1944 activitatea desfășurată de Cassulo pentru protejarea evreilor din România: „sprijinul generos al Sfântului Scaun... a fost decisiv și salutar. Nu este ușor pentru noi să găsim cuvintele potrivite pentru a ne exprima căldura și mângâierea pe care le-am trăit ca urmare a preocupării suveranului pontif, care a oferit o sumă mare pentru a calma suferințele evreilor deportați — suferințe care îi fuseseră semnalate de dvs. după vizita în Transnistria. Evreii din România nu vor uita niciodată aceste fapte de importanță istorică.”
Potrivit lui Morely, în perioada cât a fost nunțiu la București, „eforturile timpurii (ale lui Cassulo) în numele evreilor i-au avut în vedere aproape exclusiv pe cei care se botezaseră în religia catolică”. El a trimis Vaticanului în 1939 un proiect de emigrare în Spania a celor 150.000 de evrei convertiți din România. Din 1940 până în 1941, principala lui responsabilitate diplomatică a fost de a protesta față de emiterea mai multor legi care încălcau într-o anumită măsură drepturile evreilor botezați, în special cu privire la căsătoriile mixte și urmarea de către evreii botezați a școlilor catolice, drepturi care erau protejate prin Concordatul cu România. În general, Cassulo a fost „reticent în a interveni, cu excepția intervenției pentru evreii botezați”. Morley susține că „evreii contemporani ar putea să fi exagerat, în acei ani de criză, influența lui și eforturile în numele lor”, bazându-se pe diferența dintre sursele evreiești și colecția de documente din arhivele Vaticanului Actes et documents du Saint Siège relatifs à la Seconde Guerre Mondiale.

#### Proteste diplomatice
În studiul său dedicat salvării evreilor în timpul Holocaustului, istoricul evreu Martin Gilbert a scris că, Cassulo „a apelat direct la mareșalul Antonescu pentru a limita deportările [evreilor în lagărele de concentrare naziste] planificate pentru vara anului 1942. Apelul său a fost ignorat; sute de mii de evrei români au fost transportați în Transnistria”.
Cassulo a prezentat trei proteste diplomatice lui Antonescu: pe 20 noiembrie 1940, pe 2 decembrie 1940 și pe 14 februarie 1941.

#### Convertirea evreilor
La cinci zile după ultimul protest diplomatic al lui Cassulo din Cassulo din 1941, Antonescu l-a informat pe nunțiu că a semnat un decret care permitea studenților de orice origine etnică să urmeze propriile lor școli religioase. Morely a scris că „mult mai îngrijorător pentru Vatican” era un decret din 18 martie 1941 care interzicea convertirea evreilor la creștinism, cu sancțiuni severe pentru evreii care încercau să se convertească și pentru preoții care-i asistau. Din nou, Cassulo a protestat că acel decret a încălcat concordatul cu Vaticanul, dar guvernul român a răspuns că decretul afecta doar „statutul civil” al evreilor botezați.
A devenit evident pentru Cassulo că motivațiile convertirilor nu erau exclusiv religioase și a scris la Roma: „este clar ca motivele umane nu pot fi negate, dar este, de asemenea, adevărat că Providența utilizează mijloace umane pentru a ajunge la mântuire”. Statisticile naționale ale botezărilor evreilor nu sunt cunoscute, dar ele au crescut cu siguranță până la un nivel care a început să îngrijoreze guvernul român. Potrivit lui Morley, deși Cassulo a fost „probabil cel mai activ dintre diplomații Vaticanului în chestiunile privitoare la evrei”, protestele sale au fost limitate la încălcarea prevederilor concordatului și, astfel, la drepturile evreilor convertiți. Morley consideră că nunțiul era sincer atunci când credea că sporirea numărului de convertiri era „planul lui Dumnezeu”.

### Sfârșitul carierei
Cassulo a fost numit la 3 iunie 1947 ca delegat apostolic în Turcia, unde a servit timp de cinci ani până la moartea sa.